# Habitat subaquático

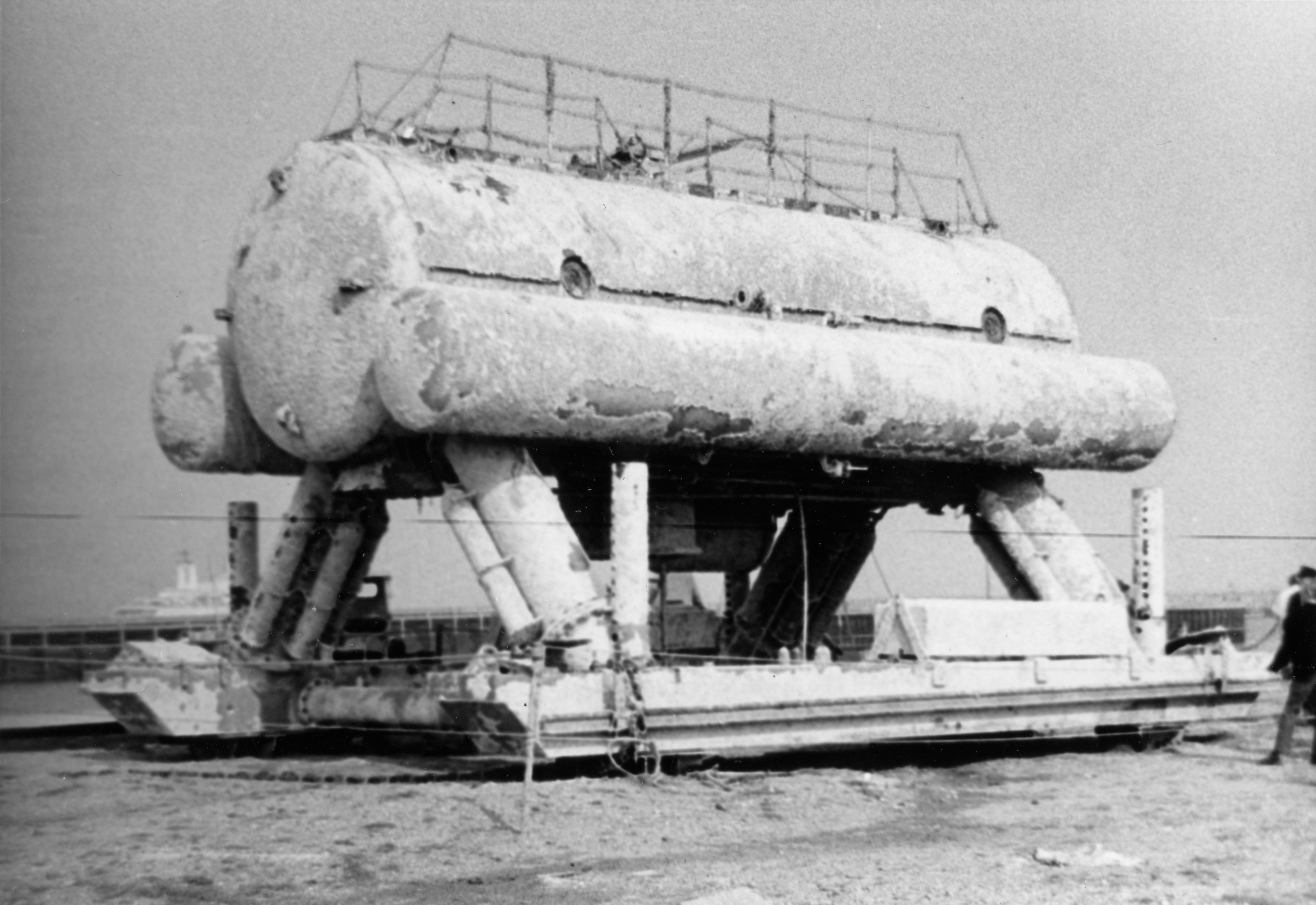
Laboratório subaquático na Alemanha ocidental, "Helgoland", aproximadamente em 1969.

Habitats subaquáticos são estruturas subaquáticas em que as pessoas podem viver por longos períodos e realizar a maioria das funções humanas básicas de um dia de 24 horas, como trabalhar, descansar, comer, cuidar da higiene pessoal e dormir. Neste contexto, "habitat" é geralmente usado em sentido estrito para significar o interior e o exterior imediato da estrutura e seus acessórios, mas não o seu ambiente marinho circundante. A maioria dos primeiros habitats subaquáticos carecia de sistemas regenerativos para ar, água, alimentos, eletricidade e outros recursos. No entanto, recentemente, alguns novos habitats subaquáticos permitem que estes recursos sejam entregues usando tubos ou gerados dentro do habitat, em vez de serem manualmente entregues.
Um habitat subaquático deve satisfazer as necessidades fisiológicas humanas e proporcionar condições ambientais adequadas, e o que é mais crítico é respirar ar de qualidade adequada. Outras questões dizem respeito à preocupação com o ambiente físico (pressão, temperatura, luz, umidade), o ambiente químico (água potável, alimentos, resíduos humanos, toxinas) e o ambiente biológico (criaturas marinhas perigosas, micro-organismos, fungos). Grande parte da ciência que cobre os habitats subaquáticos e sua tecnologia projetada para atender às necessidades humanas é compartilhada com mergulho, sinos de mergulho, veículos submersíveis, submarinos e naves espaciais.
Numerosos habitats subaquáticos foram projetados, construídos e utilizados em todo o mundo desde o início dos anos 60, seja pela iniciativa privada ou por agências governamentais. Eles têm sido usados quase que exclusivamente para a pesquisa e exploração, mas nos últimos anos, pelo menos, um habitat subaquático foi fornecido para o lazer e turismo. Pesquisas têm sido dedicadas especialmente aos processos fisiológicos e aos limites da respiração de gases sob pressão, para a formação de aquanautas e astronautas, bem como para a investigação dos ecossistemas marinhos.

## Habitats subaquáticos conceituais

### Sub-Biosphere 2
Um projeto conceitual do internacionalmente reconhecido designer conceitual e futurólogo Phil Pauley. O Sub-Biosphere 2 é o habitat subaquático original autossustentável projetado para aquanautas, turistas e cientistas oceanógrafos, e a longo prazo, para habitação animal, vegetal e humana. O SBS 2 é um banco de sementes com oito biomas vivos para permitir a interação humana, de plantas e de água doce, alimentado e controlado pela Central de Apoio ao Bioma, que monitora os sistemas de vida dentro de sua própria central de operações.

## Na cultura popular
- A série Aquanox ocorre num cenário pós-apocalíptico onde a humanidade teve que descer para as profundezas do oceano permanentemente, e, portanto, apresenta cidades inteiras compostas de habitats subaquáticos.
- The Abyss, DeepStar Six, e Leviathan são todos filmes de 1989 ambientados em habitats subaquáticos.
- Ocean Girl, uma série australiana que possui uma enorme instalação de pesquisa subaquática chamada ORCA.
- Deep Blue Sea, um filme que apresenta cientistas trabalhando numa grande estação subaquática de laboratórios chamada Aquatica.
- Diving Adventure, um romance do autor Willard Price, que apresenta uma cidade submarina claramente inspirada pelos projetos de habitat subaquático de Cousteau.
- Captain Nemo and the Underwater City. A maior parte deste filme ocorre numa cidade subaquática, nomeada Templemir, construída pelo Capitão Nemo e seus seguidores.
- A série de videogames BioShock se passa em Rapture, uma cidade subaquática secretamente construída.
- Champions Online, um MMORPG que apresenta uma cidade subaquática chamada Lumeria.
- Deus Ex, um videogame, apresenta um laboratório de pesquisa subaquático chamado OceanLab.
- Sealab 2020, uma série de animação dos anos 70, que se passa num laboratório de pesquisa subaquático ficcional, assim como no remake da série, do Cartoon Network, Sealab 2021.
- Voyage to the Bottom of the Sea
- SeaQuest DSV apresentou numerosas colônias subaquáticas e instalações militares e de pesquisa.
- Sphere, um romance que se passa num habitat subaquático.
- Vários episódios da série educacional da BBC, Science in Action, apresentaram um habitat subaquático que poderia abrigar um U-Boat.
- Em The Spy Who Loved Me, o vilão do filme, Karl Stromberg, vive numa fortaleza subaquática.
- A série de TV Stingray apresentou um complexo subaquático.
- Em Lost, uma construção conhecida como "Looking Glass" é uma estação subaquática construída pela Iniciativa Dharma.
- Ever 17, um jogo que conta a história de sete pessoas que estão presas num parque temático submarino (LeMU) e sua luta para escapar.
- Call of Duty: Black Ops, na missão final, o jogador ataca uma fortaleza subaquática.
- Hello Down There, um filme sobre uma família que vive numa casa subaquática.
- Star Warsː Knights of the Old Republic, um jogo baseado em Star Wars que apresenta um habitat subaquático.
- Starfish, um romance de ficção científica de Peter Watts, gira em toro de um habitat subaquático.
- Crisis on Conshelf Ten, um romance de ficção científica infantil de Monica Hughes.
- 11 A.M., filme de ficção científica, em que pesquisadores num laboratório subaquático inventam uma máquina do tempo capaz de mover objetos para 24 horas no futuro. No primeiro teste enviando pessoas ao futuro, eles encontram a base em pandemônio, enquanto outros pesquisadores desapareceram.[4]
- Em Lords of the Deep, num futuro próximo onde a camada de ozônio da Terra se esgotou e novas formas de habitação e sobrevivência são exploradas, um laboratório subaquático é atacado por grandes criaturas semelhantes a arraias.
- SOMA, um videogame de 2015, se passa na ficcional   PATHOS-II, uma instalação de pesquisa subaquática.
- No romance de ficção científica de 2009 Ark, de Stephen Baxter, uma profunda atividade sísmica submarina leva à fragmentação do fundo do mar e à abertura de reservatórios subterrâneos de água, deixando a civilização humana quase destruída pela inundação crescente. Três arcas são construídas para a sobrevivência com a secreta "Arca 2" se transformando num habitat subaquático alimentado pelo calor geotérmico de Yellowstone.
- Deep Fear, um videogame de 1998 lançado para o Sega Saturn, é ambientado numa enorme instalação subaquática conhecida como "The Big Table" ("A Grande Tabela").
- X-COM: Terror from the Deep é um videogame para PC de 1995 em que o jogador constrói múltiplas bases subaquáticas para combater alienígenas.